# T.A.T.u.
，2001年出道的俄罗斯双人女生音乐组合，2002年发布专辑《超速快感》后在国际范围内成名。从出道开始就因为主唱尤莉亚·欧列伽芙娜·沃尔科娃和列娜·谢尔盖耶芙娜·卡其娜的女同性恋情侣组合传闻、只穿内衣裤演出等震惊公众的争议形象而闹得沸沸扬扬，她们的性取向一直成为公众关注的焦点；直到2003年12月，她们才向俄罗斯媒体承认其实她们从来不是女同性恋情侣也不是同性恋取向，这只是制作人兼经理伊万·沙普华洛夫策划的市场包装战略。她们长期离经叛道打破忌讳的离奇风格震惊公众而名声昭著，而她们新潮独特的音乐形式却经常被公众所忽略。
2011年，此組合宣佈解散。2014年復出。直至2014年為止，專輯銷量已經在全球各地超過2500萬，成為全球樂壇其中一隊銷量最高、最成功的女子組合，並為俄羅斯史上最高銷量藝人。在2014年冬季奧林匹克運動會開幕式，俄羅斯代表隊入場時使用了他們演唱的歌曲《末路狂飆》的混音版本。

## 起源
这个名称最初的概念来源于俄罗斯儿童心理学家和市场策划家，唱片制作人伊万·沙普华洛夫。
尤莉亚和列娜在组团之前就已经互相认识；两个人都曾在非常流行的俄罗斯儿童合唱团Neposedi演唱，尤莉亚因为“不检点行为”而被合唱团开除封杀（尤莉亚曾经向公众暗示说被开除是因为她骚扰了合唱团其他女生，不久又说是因为抽烟，酗酒和说脏话的原因；另一方面，合唱团否认了开除这个说法，而说明她只是因为到了一定的年龄而从合唱团“毕业”的缘故）。不久后，尤莉亚离开了儿童合唱团，列娜紧随其后。
伊万·沙普华洛夫最初选定列娜为了1999年南斯拉夫战争而制作一首歌。不久，他又决定组成一个双人组合，从而加上了尤莉亚入团。当时两个人都是14岁。伊万宣称这个形象的创意是他自己的；伊莲娜·奇贝尔，伊万的旧情人和早期经理人，宣称这个创意是她发明的。伊莲娜宣称当她在牙医诊所睡着的时候，做了一个她去亲吻另一个女人的梦，而当她醒来的时候，只记得「我失去理智了（俄语：Я сошла с ума）」，最后发展成第一张单曲的歌名。伊莲娜还宣称这个组和形象的主意来源于1998年卢卡斯·穆迪森的电影《同窗的愛》。 伊万和伊莲娜最后因为版权问题翻脸分手。
最开始乐队的名称写法是。当她们在俄国和国际上流行开来时，发现已经有一个澳大利亚女生乐团名字叫做Tatu，于是他们在国际上声明组合名称的拼法为。偶尔情况下组合名称还是被写作拉丁字母表的或英文。最初的名称来源于和的合并词，是俄语阴性的三单主格，为俄语阴性三单受格；可以被认为是“这个女生对那个女生『干了什么』”或是“这个女生『干了』那个女生”。

## 成名

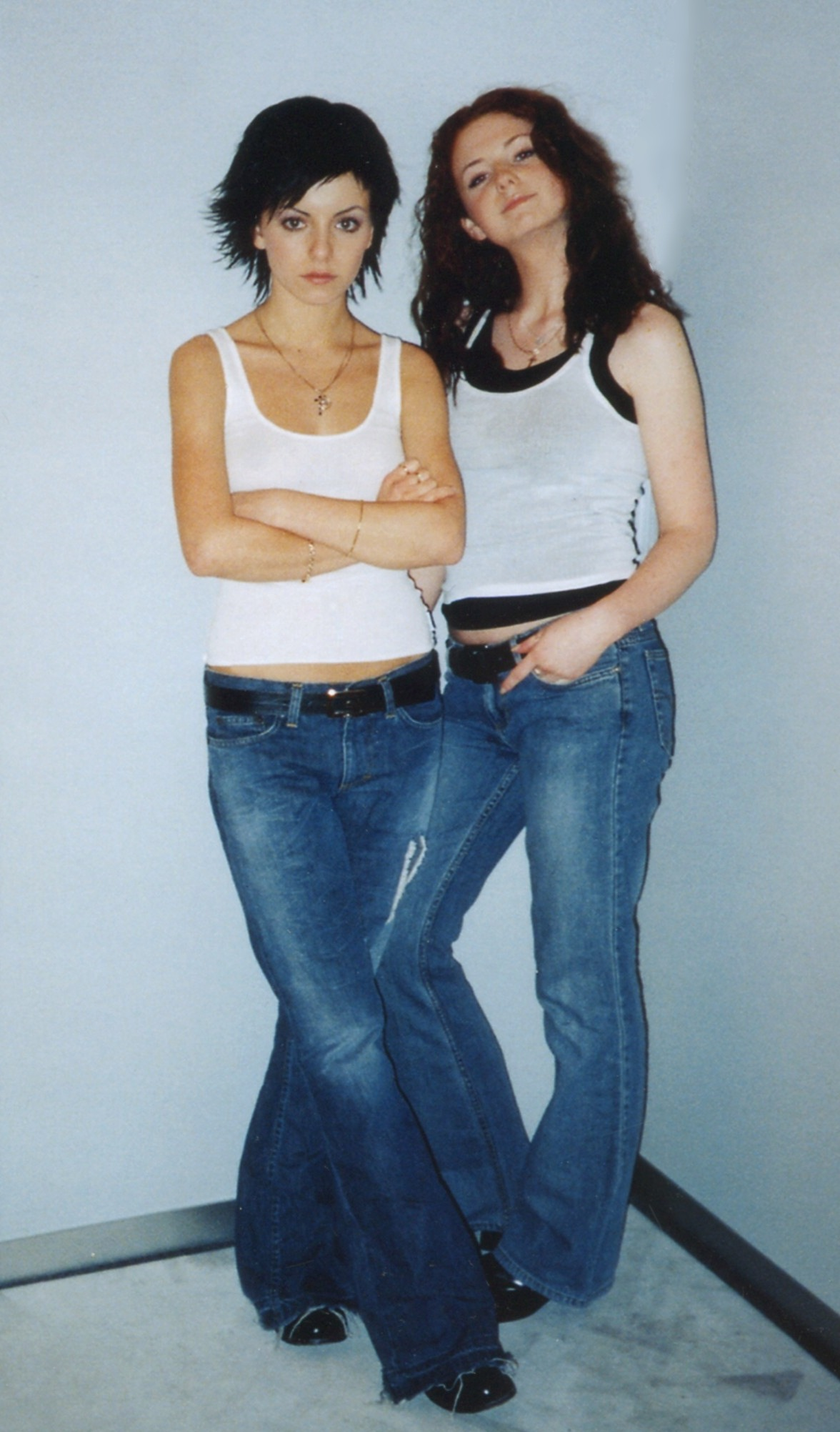
2003年的t.A.T.u.

t.A.T.u.曾以自以为是的舉動和对传媒无礼的态度聞名。「人们要不是很爱我们，就非常地憎恨我们，但没有人会忽略我们」列娜说。他们很多的MV都曾被禁止。例如，《简单动作》（俄语：Простые движения）中提出了多种我们生活中常用的动作：饮水，阅读和手淫。
t.A.T.u. 第一只俄语单曲《失去理智》（俄语：Я сошла с ума）的MV曾被俄罗斯MTV、BBC等电视台拒绝播放，後期此歌成为大热後，该MV才获俄罗斯MTV播放。（此歌即《All The Things She Said》的原装版本）。该MV中，尤莉亚和列娜穿着高中学校的校服（类似天主教学校的格仔裙），在棚栏後面痛苦地放声大叫。他们乞讨父母亲的原谅、拍打棚栏和激吻。棚栏的另一边是一群较年长的人和一群与他们年纪相约的学生，人群以鄙视的目光盯着他们。在MV的最後，列娜和尤莉亚手拉手转身离开，展示了反对他们的人群才是被群在棚栏後面的人，意指他们封闭了自己的思想。而t.A.T.u. 也在該年首次舉行巡迴演唱會，由俄羅斯莫斯科開始，囊括俄羅斯如：莫斯科、聖彼得堡、葉卡捷琳堡、秋明、索契、哈巴羅夫斯克、下諾夫哥羅德等多個城市共37場地演唱會、烏克蘭基輔、敖德薩、頓涅茨克等11場演唱會、德國漢堡、漢諾威、巴登-巴登等5場演唱會，也橫跨白俄羅斯、保加利亞、拉脫維亞、捷克，最後於以色列特拉維夫結束是次巡迴演唱會。
在俄罗斯本土获得空前成功以後，t.A.T.u. 在2002 年发行了首张英语大碟《超速快感》（200 km/h in the Wrong Lane），此碟为她们首张俄语大碟的英语版本，在世界各地总狂卖了八百万張，包括俄羅斯的超過一百萬張，日本的二百萬張，美國的八十三萬張，歐洲各地合共的一百萬張。這是繼甲克蟲樂隊、瑪麗亞·凱利等歌手後，第四張在日本達成雙白金銷量的外國音樂大碟。專輯在多個國家也獲得銷售量佳績認証，包括：香港的三白金認証，加拿大及日本的雙白金認証，在台灣、芬蘭、瑞士、德國、印尼、意大利、韓國，美國、匈牙利、澳洲、英國、泰國、新加坡、馬來西亞、墨西哥、法國、南非、瑞典、奧地利、捷克、希臘、西班牙等國的金唱片認証。《超速快感》為2003年全年全球最佳銷售量專輯第12名。為配合專輯而舉辦的巡迴演唱會《Show Me Love Tour》及於全球舉行，由捷克布拉格起跑，穿越英國、德國、拉脫維亞、俄羅斯、以色列、丹麥、土耳其、日本、香港，最終在俄羅斯聖彼得堡結束。
为了成功地建立女同性恋形象，她们大多数的演出中都会与对方激吻。在美国电视节目中，她们亲热的鏡头亦多次被剪去。
大部分早期的t.A.T.u.歌曲和MV都暗示二人为同性恋恋人。一些访问中她们亦暗示二人的恋人关系，有时甚至为关於自己性生活的傅闻加以详尽解译。不过大多情况下，她们都会以"不如怕去爱别人"和"我们不喜欢标签我们的关系"去避免正面回答此类型的问题。
在2003年，t.A.T.u.代表俄国参加欧洲歌唱大赛，赛前外界早已认定t.A.T.u.会是优胜队伍。赛前尤莉亚因声带发炎而缺席排练，故此她们的演出在初期不太好，但後期则有所改善。 t.A.T.u. 宣称若爱尔兰的电话投票被计算在内的话，她们必会胜出该次比赛，而不是只获第三名。後来她们又指“欧洲歌唱大赛比赛是为新人而设的… 那时我们已出道，而且是我们的国家请我们，我们才会参加。”俄罗斯曾就赛果作出抗议，但也是於事無補。

## 事蹟

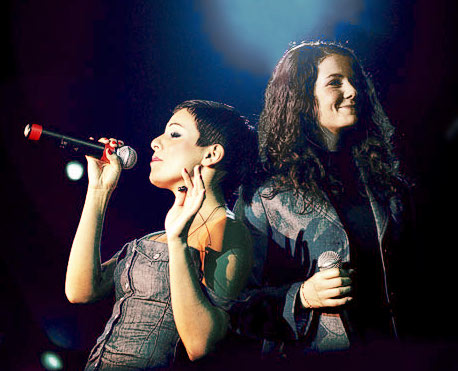
2005年的t.A.T.u.

2003年12月，  《t.A.T.u.的解析》，一部由導演维塔利·弗谢沃洛多维奇·曼斯基拍摄的紀錄片，在俄羅斯電視臺STS播映。在影片中，那兩個女孩子表明了她們並不是愛侶，以前也不是，而那女同性戀者的形像都是市場手法而已。卡其娜說她相信她在 t.A.T.u. 所作的都是很重的罪惡，她也因而為此要常常見神父。 Volkova 說在t.A.T.u.以前她從來對女性都沒有那種想法的，但在t.A.T.u.當中時她愛上了另一個女孩子，可是膚體接觸從沒有超越接吻以外。沃尔科娃也說在同一年早些時候她也墮了一次胎，而一些報章也於2003年3月刊登了。她又說有一次她服了海洛英，為的是要和別人打賭她要“證明她的生命裡從不需要那些東西。”
於2003年12月12，一部基於t.A.T.u.的動畫電影宣佈開拍。這部電影名為 《t.A.T.u. Paragate》，由Norio Kashima和Susume Kudoh指導拍攝，而Shinichiro Watanabe拍開始的部份。電影由伊万·沙普华洛夫創作，劇本也是他寫的。 而 iMovie 電影廠花五億日元（四千七百萬美元）攝制。這部長一百分鐘的電影本於2004年11月在日本、俄羅斯和歐洲發行，後改為12月，但是這項工作最後因著某些事情而於發行期之前便取消了，其中她們雙人組合和沙普华洛夫的拆伙也是原因之一。
於2004年春卡其娜和沃尔科娃當她們本要灌錄她們第二張專輯時離開了她們的經理人伊万·沙普华洛夫， 因為她們認為這專輯太差。她們本與俄罗斯环球音乐有一份合約， 但她們的新經理Boris Rensky（他以前本是沙普华洛夫的商業合伙人）與環球音樂商議了一份新的合約。新合約為作另外四張專輯，其中包括《Dangerous and Moving》。
於2004年5月沃尔科娃宣佈她懷孕了，有了她長期男友Pavel (Pasha) Sidorov。她於2004年9月23日生下她的第一個孩子， Viktoria。沃尔科娃與 Sidorov 於2005年春分手。 但沃尔科娃沒有保持獨身很久，當她為 t.A.T.u. 灌錄新專輯時她便開始與一名俄羅斯高加索裔，住在洛杉磯，名叫Tigran的商人出入。
於2005年6月3日沃尔科娃在俄羅斯的 Muz-TV獎中演唱了一首全新歌曲《Monkey Zero》（俄语：Обезъянка-Ноль）。 這是一首 t.A.T.u. 第二張俄文專輯《Disabled People》（俄语：Люди-Инвалиды）中的歌曲。
t.A.T.u. 的第二張英文專輯《Dangerous and Moving》於2005年10月11日在北美和於2005年10月10日在世界其他地方發行。
《Dangerous and Moving》專輯裡的第一張迷你專輯是《All About Us》，由Billy Steinberg和来自澳大利亚布里斯班的The Veronicas（一對雙胞胎姐妹組合），Jess和Lisa所作。Billy Steinberg是一位成功背負了很多首於1980年代勁歌的人，包括麦当娜的 《Like A Virgin》和 Bangles 的《Eternal Flame》。歌曲影視片段是由好萊塢導演 lang-en:James Cox 拍攝，可以在她們的英文官方網域看到。專輯中，斯汀特別在由Eurythmics的Dave Stewart作的《Friend or Foe》曲中演奏低音。
第二張迷你專輯本來叫做《Dangerous and Moving》，但計劃有變。因而《Friend or Foe》成為 t.A.T.u. 的第二張迷你專輯，而《Dangerous and Moving》便被移至原本為第三或甚至成為第四張迷你專輯。音樂影視片段是由 James Cox在洛杉磯的比佛利山攝製，并在布朗森峡谷拍摄。第三張迷你專輯由Interscope宣佈，為 《Gomenasai》。
2006年，t.A.T.u.推出精選專輯《The Bes》，迷你專輯是《Loves me not》。

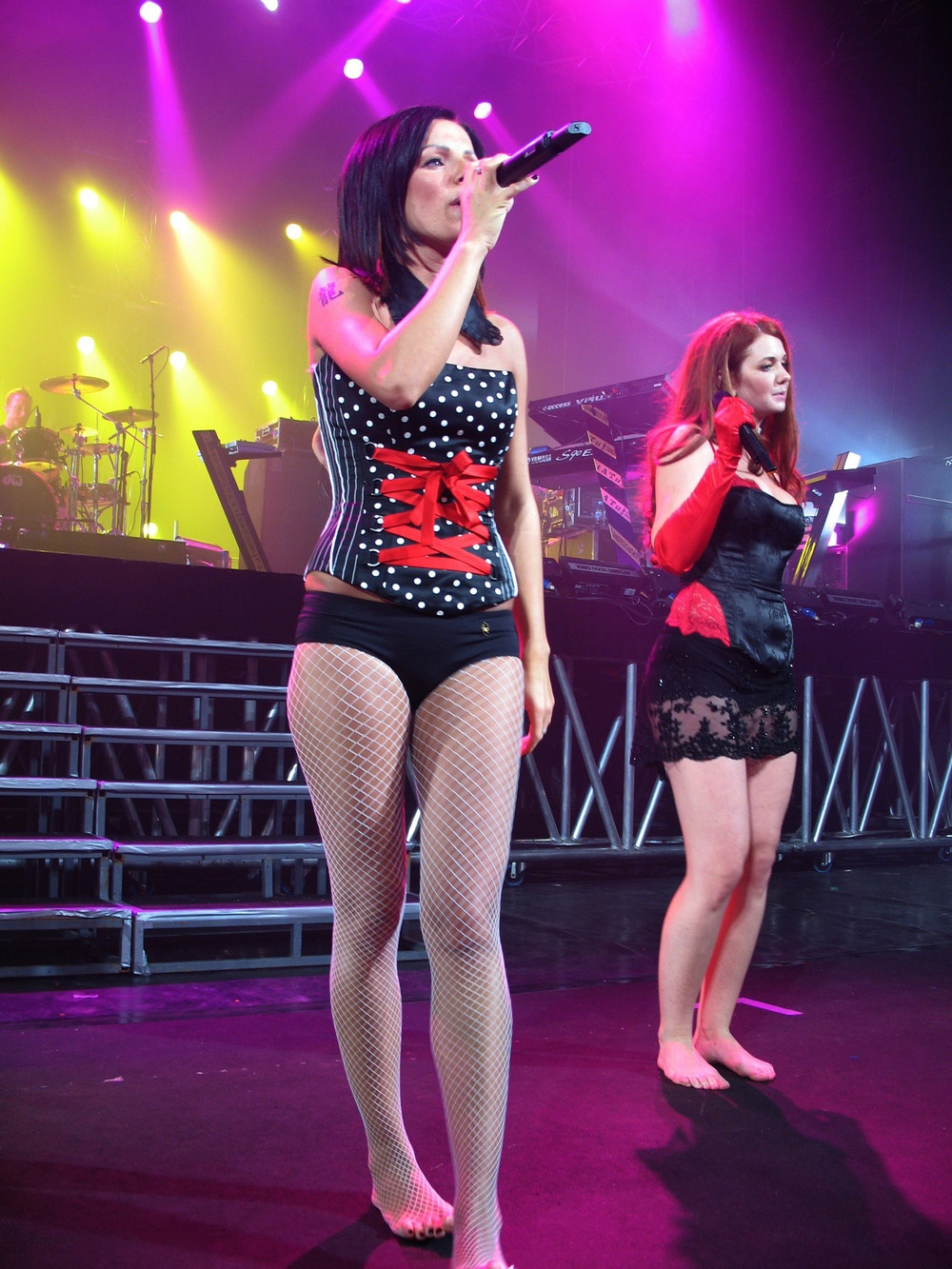
2008年的t.A.T.u.

t.A.T.u. 第三張俄文專輯《Happy Smiles》在 2008 年發行，這張專輯主題跟“Happy Smiles”的字面意思完全相反，這個名字只不過是對t.A.T.u.粉絲們開的玩笑。第一張迷你專輯為《Beliy Plaschik》，第二張迷你專輯為《Snegopady》，第三張迷你專輯為《220》。
t.A.T.u. 第三張英文專輯《Waste Management》在 2009 年 12 月 15 日發行，除了《Martian Eyes》這首歌，《Waste Management》中的所有歌曲將全部用英語重新錄製。第一張迷你專輯為《Snowfalls》，第二張迷你專輯為《White Robe》(Beliy Plaschik)，第三張迷你專輯為《Sparks》。

## 榮譽
單曲〈All the Things She Said〉位列美國音樂雜誌《Blender》的「500首最偉大歌曲」第452名；美國線上的「十年來100首最佳流行歌曲」第8名。；《紐西蘭先驅報》的「2003年十大最佳單曲」第5名。；美國About.com樂評Bill Lamb也將此曲評為「2003年百大最佳單曲」第31名、「十大當代女子團體歌曲」第10名。
2008年，t.A.T.u. 獲得MTV Russia頒發「MTV傳奇獎」，是俄羅斯史上在全球市場中發展最成功的藝人。。主唱之一的列娜接受《告示牌雜誌》採訪時表示：「人們會記得我們偉大的歌曲，爭取自由、無所畏懼的勇敢活著。即便有兩個女孩互吻的挑釁形象，但第二件事是真正偉大的音樂」。 2006年，尤莉亚和列娜雙雙獲美國雜誌《GQ》頒發「年度女性大獎」，但並非以t.A.T.u.的團體名義。
至2012年為止，t.A.T.u.的專輯銷量已經在全球各地超過2500萬張。

## 成員
- 尤莉亚·欧列伽芙娜·沃尔科娃 — 主唱（1999-2011，2014年）
- 列娜·谢尔盖耶芙娜·卡其娜 — 主唱（1999-2011，2014年）

### 伴奏樂團成員
- Sven Martin — 鍵盤，音樂總監（2002-2011年）
- Troy MacCubbin — 吉他（2002- 2010年）
- Matthew Venslauskas — 吉他（2010- 2011年）
- Roman Ratej — 鼓（2003- 2006年）
- Steve "Boomstick" Wilson — 鼓（2006-2011年）
- Domen Vajevec — 貝斯（2006-2011年）

## 唱片

### 专辑
- 2001 《200 Po Vstrechnoy（英语：200 Po Vstrechnoy）》
- 2002 《200 km/h in the Wrong Lane 》
- 2004 《t.A.T.u. Remixes（英语：t.A.T.u. Remixes）》
- 2005 《Dangerous and Moving（英语：Dangerous and Moving）》
- 2005 《Lyudi Invalidy（英语：Lyudi Invalidy）》
- 2006 《The Best（英语：The Best (t.A.T.u. album)）》
- 2008 《Vesyolye Ulybki（英语：Vesyolye Ulybki）》
- 2009 《Waste Management（英语：Waste Management (album)）》
- 2011 《Waste Management Remixes（英语：Waste Management Remixes）》

### 单曲
来源于专辑 200 Po Vstrechnoy:
- 2000 〈Ya Soshla S Uma〉
- 2001 〈Nas Ne Dogonyat〉
- 2001 〈30 Minut〉

来源于专辑 200km/h in the Wrong Lane:
- 2002 〈All the Things She Said〉
- 2003 〈Not Gonna Get Us〉
- 2003 〈Show me love〉
- 2003 〈30 Minutes〉(Promo Only)
- 2003 〈How Soon Is Now?〉

来源于专辑 Remixes:
- 2002 〈Prostie Dvizheniya〉
- 2003 〈Ne Ver, Ne Boisya〉

来源于专辑 Dangerous And Moving:
- 2005 〈All About Us〉
- 2006 〈Friend or Foe〉
- 2006 〈Gomenasai〉

来源于专辑 Lyudi Invalidy:
- 2005 〈Lyudi-Invalidy〉

来源于专辑 The Best:
- 2006 〈Loves me not〉

来源于专辑 Vesyolye Ulybki:
- 2008 〈Beliy Plaschik〉
- 2008 〈220〉
- 2008 〈Snegopady〉

来源于专辑 Waste Management:
- 2008 〈You and I〉
- 2009 〈Snowfalls〉
- 2009 〈White Robe〉
- 2010 〈Sparks〉

## 电影
- Anatomy of t.A.T.u.（英语：Anatomy of t.A.T.u.）
- Podnebesnaya（英语：Podnebesnaya）
- Screaming for More（英语：Screaming for More (DVD)）
- You and I（英语：You and I (film)）

## 外部連結
- 俄語官方網站
- 英語官方網站
- Tatuの余分な物
- 西班牙官方网站
- 意大利官方网站
- 德国官方网站（页面存档备份，存于）
- 法国官方网站
- 日本官方网站（页面存档备份，存于）
- 墨西哥官方网站（页面存档备份，存于）
- 巴西官方网站
- NICHYA t.A.T.u. Lyrics Website（页面存档备份，存于）
- Press portal of group TATU（页面存档备份，存于）
- t.A.T.u.在MusicBrainz上的頁面（英文）